# Reprise Records
Reprise Records est une maison de disques américaine appartenant à Warner Music Group, fondée en 1960 par Frank Sinatra et Dean Martin.

## Artistes notoires du label
- Charice Pempengco
- Deftones
- Depeche Mode
- Disturbed
- Enya
- Green Day
- Andreas Johnson
- Mastodon
- Mandy Moore
- Alanis Morissette
- Stevie Nicks
- The Smashing Pumpkins
- Static-X
- Serj Tankian
- The Used
- Neil Young
- Michael Bublé
- Frankie Ballard

## Anciens artistes notoires du label
- Charles Aznavour
- The Beach Boys
- Boredoms
- Cher
- Sammy Davis Jr.
- Dio
- Faith No More
- Jimi Hendrix
- Jethro Tull
- Joy Division
- The Kinks
- Dean Martin
- Morcheeba
- Orgy
- Frank Sinatra
- Nancy Sinatra
- The Smiths
- Violent Femmes
- Frank Zappa
- Chris Isaak
- My Chemical Romance